# Домич, Саша
Саша Домич (серб. Саша Домић, хорв. Saša Domić; род. 18 февраля 1998, Сомбор, Воеводина) — сербский и хорватский футболист,  центральный защитник клуба «Торпедо-БелАЗ».

## Клубная карьера
В начале своей карьеры Саша Домич играл за клубы «Раднички» (Ниш), «Дунав» (Прахово), «Жарково» и «Брежице 1919».
1 июля 2019 года Домич перешёл в софийский «Локомотив». Дебютировал за клуб в поражении со счётом 2—0 от «ЦСКА 1948». Свой первый гол за клуб забил в матче против «Лудогорец II», который окончился победой первых со счётом 2—0.
15 января 2020 года игрок перешёл в «Кршко».
12 августа 2021 года футболист перешёл в «Дубраву». Его дебют в клубе произошёл 21 августа в ничье со счётом 3—3 против «Яруна», выйдя на замену на 46-й минуте.
22 февраля 2022 года Саша Домич подписал контракт с «Дуго-Село».
7 января 2023 года он перешёл в боснийский «Вележ». Дебютировал за клуб 26 февраля, выйдя в основном, в победе со счётом 0—1 против «Тузла Сити».
8 июля 2024 года Домич перешёл в «Торпедо-БелАЗ». Дебют футболиста за клуб произошёл 28 июля, выйдя на замену Дениса Левицкого на 98-й минуте, в матче Кубка Беларуси 2023/24 против БАТЭ, который  окончился победой автозаводцев со счётом 2—0. Саша дебютировал в Высшей лиге Белоруссии 4 августа в ничье со счётом 1—1 против «Арсенала», где он вышел в основном составе, но впоследствии был заменён на 39-й минуте Алексеем Залесским.